# 베레야

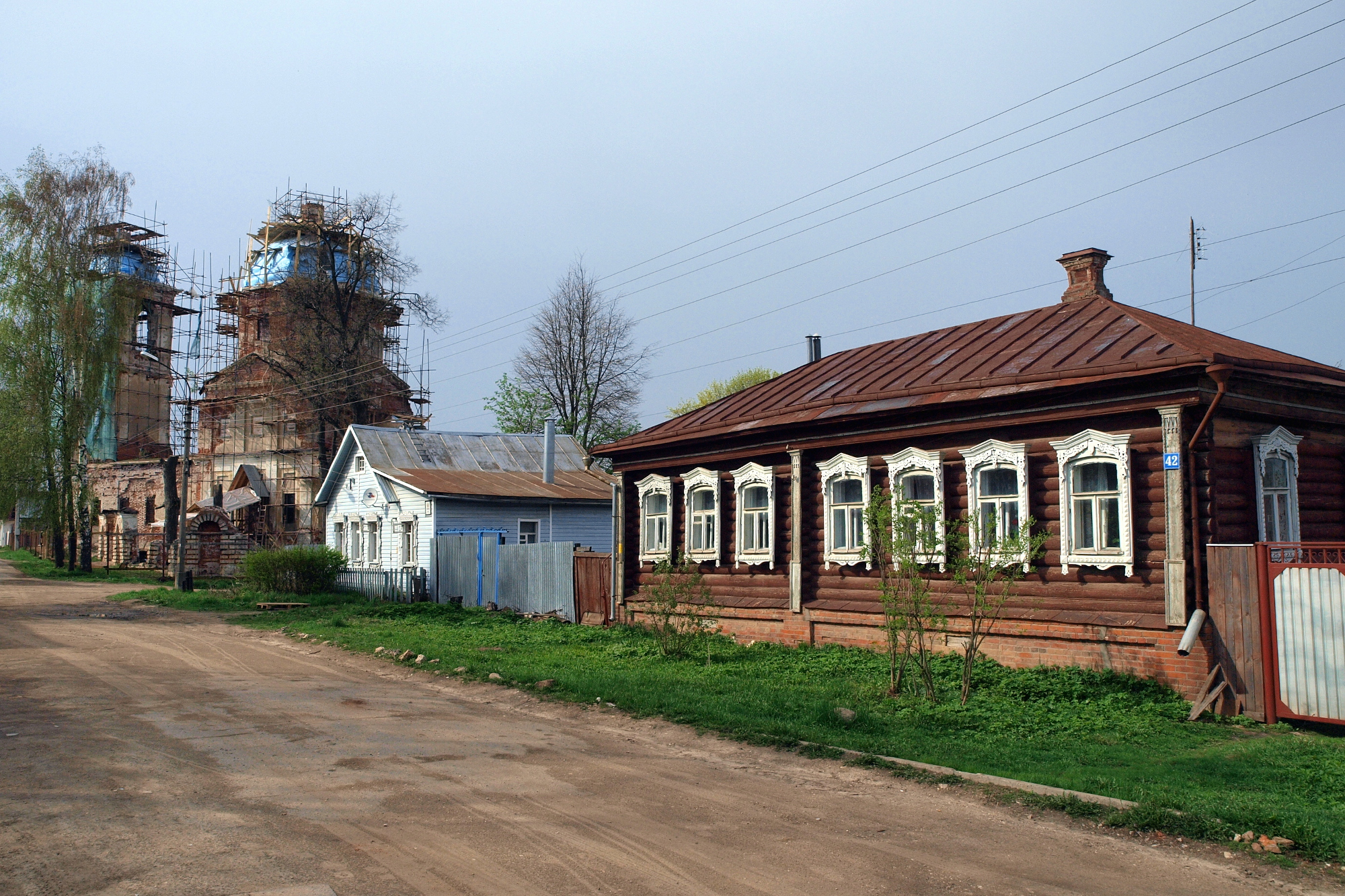
베레야

베레야(러시아어: Верея)는 러시아 모스크바주에 위치한 도시로 인구는 5,368명(2010년 기준)이다. 모스크바에서 남서쪽으로 113km 정도 떨어진 곳에 위치한다.